# Armorial des communes du Gers
- quelques blasons ne sont pas référencés.

Cette page dresse l'ensemble des armoiries (figures et blasonnements) connues des communes du Gers disposant à ce jour d'un blason.
- Haut – A
- B
- C
- D
- E
- F
- G
- H
- I
- J
- K
- L
- M
- N
- O
- P
- Q
- R
- S
- T
- U
- V
- W
- X
- Y
- Z

(2 dessin(s) en attente : A S)

## A
| Blason de Aignan | Blason  | D'azur au lion d'argent, au chef de gueules* à trois croissants aussi d'argent.                               |
| Blason de Aignan | Détails | * Il y a là non-respect de la règle de contrariété des couleurs : ces armes sont fautives (gueules sur Azur). |

| Blason de Antras | Blason  | De gueules à une grotte d'or mouvant de la pointe, l'ouverture d'azur chargée d'une épée versée d'argent et garnie d'or, ladite grotte accompagnée en chef de deux tours d'argent, ouvertes, ajourées et maçonnées de sable. |
| Blason de Antras | Détails | Adopté le 2 mars 2023. |

| Blason de Arblade-le-Bas | Blason  | Parti de gueules à la croix cléchée, vidée et pommetée de douze pièces d'or ; et d'argent au lion de gueules. |
| Blason de Arblade-le-Bas | Détails | Parti des armes d'Occitanie et d'Armagnac. Le statut officiel du blason reste à déterminer.                   |

| Blason de Aubiet | Blason  | D'or à un corbeau de sable posé sur une terrasse de sinople. |
| Blason de Aubiet | Détails | Le statut officiel du blason reste à déterminer.             |

| Blason de Auch | Blason  | Parti de gueules à l'agneau pascal d'argent, la tête contournée, portant une bannerette d'azur chargée d'une croisette aussi d'argent, à la hampe du même posée en barre ; et d'argent au lion de gueules armé de sable . |
| Blason de Auch | Détails | Le statut officiel du blason reste à déterminer. |

| Blason de Augnax | Blason  | Coupé bastillé de trois pièces: au 1 de gueules à trois fontaines héraldiques dor remplies d'azur et traversées de trois sources d'argent, rangées en fasce; au 2 d'or à une église de gueules chargée d'un écusson parti de gueules plain et d'or à deux tourteaux de gueules l'un au-dessus de l'autre. |
| Blason de Augnax | Détails | Adopté le 12 avril 2024. |

| Blason de Auradé | Blason  | D'azur à la croix cléchée, vidée et pommetée de douze pièces d'or cantonnée en chef de deux étoiles du même. |
| Blason de Auradé | Détails | Le statut officiel du blason reste à déterminer.                                                             |

| Blason à dessiner | Blason  | Écartelé: au 1er d'or à la fontaine monumentale au naturel, maçonnée de sable et jaillissant de trois jets d'eau d'azur, au 2e de gueules à l'église du lieu au naturel mise en perspective, ouverte et ajourée d'or, au 3e de gueules à la croix cléchée, vidée et pommetée de douze pièces d'or, au 4e d'or à la grappe de raisin de pourpre tigée et feuillée au naturel. |
| Blason à dessiner | Détails | Le statut officiel du blason reste à déterminer. |

| Blason de Aux-Aussat | Blason  | D'or à un pin fruité et arraché de sinople, accosté de deux ours levés et affrontés de sable, au chef d'azur chargé de trois étoiles d'or. |
| Blason de Aux-Aussat | Détails | Le statut officiel du blason reste à déterminer.                                                                                           |

Pas d'information pour les communes suivantes : Ansan, Arblade-le-Haut, Ardizas, Armentieux, Armous-et-Cau, Arrouède, Aujan-Mournède, Aurimont, Aussos,  Auterive, Avensac, Avéron-Bergelle, Avezan, Ayguetinte, Ayzieu
- Haut – A
- B
- C
- D
- E
- F
- G
- H
- I
- J
- K
- L
- M
- N
- O
- P
- Q
- R
- S
- T
- U
- V
- W
- X
- Y
- Z

## B
| Blason de Barbotan-les-Thermes | Blason  | Écartelé de gueules aux trois pals d'argent et de sinople plain. |
| Blason de Barbotan-les-Thermes | Détails | Le statut officiel du blason reste à déterminer.                 |

| Blason de Barcelonne-du-Gers | Blason  | D'or à deux lions léopardés et deux vaches, tous de gueules, les lions rangés en bande, les vaches en barre. |
| Blason de Barcelonne-du-Gers | Détails | Le statut officiel du blason reste à déterminer.                                                             |

| Blason de Barran | Blason  | Barré d'hermine et de gueules de huit pièces.    |
| Blason de Barran | Détails | Le statut officiel du blason reste à déterminer. |

| Blason de Bassoues | Blason  | De gueules au chevron d'argent accompagné en chef à dextre d'un chêne d'or et à senestre du donjon du lieu du même, et en pointe d'un cavalier armé d'or, auréolé d'argent, représentant saint Fris. |
| Blason de Bassoues | Détails | Création des écoliers de Bassoues avec l'aide de l'association "Histoire de Transmettre". Adopté le 30 novembre 2018.                                                                                |

| Blason de Beaumarchés | Blason  | D'azur à trois fleurs de lis d'or à l’inscription d'argent « SEEL DE LA VILLE DE BEAUMARCHEZ » en orle à la pointe de l'écu. |
| Blason de Beaumarchés | Détails | Le statut officiel du blason reste à déterminer.                                                                             |

| Blason de Beaumont (Gers) | Blason  | D'argent à un lion de gueules ; à la bordure crénelée de sinople ; au chef voûté de gueules, brochant sur la bordure et chargé de deux étoiles d'argent. |
| Blason de Beaumont (Gers) | Détails | Création Joël Baylot. Adopté le 3 avril 2025. |

| Blason de Beaupuy | Blason  | D'azur au chevron d'or, accompagné de trois coquilles du même. |
| Blason de Beaupuy | Détails | Le statut officiel du blason reste à déterminer.               |

| Blason de Beccas | Blason  | Parti : au 1er de gueules à un lion d'or, au 2d de sinople à une francisque d'argent emmanchée d'or posée en barre ; au chef d'argent au sautoir d'azur, à une gerbe de blé d'or brochante. |
| Blason de Beccas | Détails | Adopté le 14 avril 2022. |

| Blason de Bédéchan | Blason  | Parti : au 1er d'azur à un foudre d'or, au 2d de sinople à un canard d'argent ; le tout sommé d'un chef de gueules chargé d'un lion couché d'or. |
| Blason de Bédéchan | Détails | Le foudre est pour Jupiter, et renvoie à l'ancien temple païen qui lui était dédié, le canard est pour l'élevage, et enfin le lion est attribut des saints Abdon et Sennen, patrons de la paroisse locale. Création Jean-François Binon, adoptée en 2021. |

| Blason de Bellegarde | Blason  | Tiercé en pairle renversé : au 1er de sinople à une pomme de pin d'or, au 2e d'or à une quintefeuille d'azur, au 3e de gueules à une tour d'argent maçonnée de sable. |
| Blason de Bellegarde | Détails | Le statut officiel du blason reste à déterminer. |

| Blason de Berdoues | Blason  | D'azur à trois besants d'or.                                                        |
| Blason de Berdoues | Détails | Armes de l'ancienne abbaye de Berdoues. Présent sur le site Internet de la commune. |

| Blason de Bernède | Blason  | Écartelé d'un contre-écartelé d'or à trois corneilles de sable et de gueules à la croix tréflée d'or, et de gueules à la croix tréflée d'or. |
| Blason de Bernède | Détails | Le statut officiel du blason reste à déterminer.                                                                                             |

| Blason de Bézues-Bajon | Blason  | Écartelé, le trait du coupé ondé : au 1er de sinople à deux anneaux d'or entrelacés en fasce, au 2e d'argent à un lion de gueules, au 3e d'argent à un brochet d'azur posé en bande, au 4e de sinople à une gerbe de blé d'or, liée de gueules. |
| Blason de Bézues-Bajon | Détails | Le statut officiel du blason reste à déterminer. |

| Blason de Biran | Blason  | D'or à trois corneilles de sable, onglées et becquées de gueules. |
| Blason de Biran | Détails | Le statut officiel du blason reste à déterminer.                  |

| Blason de Boucagnères | Blason  | Écartelé d'or à quatre pals de gueules (d'Aragon) et du même à deux loups passants du premier rangés en pal, une roue de moulin de sable à huit branches brochant en abîme. |
| Blason de Boucagnères | Détails | Création Stéphane Prieur. Adopté le 8 octobre 2015. Devise : « humilis et hospitalis » (modeste et accueillant).                                                            |

| Blason de Boulaur | Blason  | Écartelé : aux 1er et 4e d'argent à un lion de gueules, au 2e de sinople à un crosseron d'or, au 3e de sinople à un épi de blé d'or posé en bande. |
| Blason de Boulaur | Détails | Le statut officiel du blason reste à déterminer.                                                                                                   |

Pas d'information pour les communes suivantes : Bajonnette, Barcugnan, Bars (Gers), Bascous, Bazian (Gers), Bazugues, Beaucaire (Gers), Belloc-Saint-Clamens, Belmont (Gers), Béraut, Berrac, Betcave-Aguin, Bétous, Betplan, Bézéril, Bezolles, Bivès, Blanquefort (Gers), Blaziert, Blousson-Sérian, Bonas, Bourrouillan, Bouzon-Gellenave, Bretagne-d'Armagnac, Le Brouilh-Monbert, Brugnens
- Haut – A
- B
- C
- D
- E
- F
- G
- H
- I
- J
- K
- L
- M
- N
- O
- P
- Q
- R
- S
- T
- U
- V
- W
- X
- Y
- Z

## C
| Blason de Castelnau-Barbarens | Blason  | De gueules à un rocher d'or mouvant de la pointe, sommé de trois tours d'argent ouvertes ajourées et maçonnées de sable. |
| Blason de Castelnau-Barbarens | Détails | Le statut officiel du blason reste à déterminer.                                                                         |

| Blason de Castelnau-d'Arbieu | Blason  | D'azur au carreau posé en losange d'argent, chargé d'un lion de gueules et cantonné de quatre croisettes d'argent, le tout dans une filière du même. |
| Blason de Castelnau-d'Arbieu | Détails | Le statut officiel du blason reste à déterminer. |

| Blason de Castelnau-d'Auzan | Blason  | D'azur au château d'argent, ouvert, ajouré et maçonné de sable; au chef cousu de sable plain .                                                               |
| Blason de Castelnau-d'Auzan | Détails | * Il y a là non-respect de la règle de contrariété des couleurs : ces armes sont fautives (sable sur Azur). Le statut officiel du blason reste à déterminer. |

| Blason de Castéra-Verduzan | Blason  | D'argent à l'écusson de sable chargé de deux besants du champ et accompagné d'une guirlande de laurier au naturel. |
| Blason de Castéra-Verduzan | Détails | Le statut officiel du blason reste à déterminer.                                                                   |

| Blason de Castéron | Blason  | Parti: au 1er d'or à trois hirondelles de sables, deux affrontées en chef et une au vol étendu et posée en pal en pointe, au 2e de gueules à la fasce d'argent accompagnée de trois roses du même. |
| Blason de Castéron | Détails | Le statut officiel du blason reste à déterminer. |

| Blason de Castet-Arrouy | Blason  | Écartelé d'argent au lion de gueules et d'azur à la gerbe de blé d'or liée de gueules. |
| Blason de Castet-Arrouy | Détails | Le statut officiel du blason reste à déterminer.                                       |

| Blason de Castillon-Massas | Blason  | Coupé: au 1er d'azur à la tierce d'or accompagnée de trois fleurs de lis d'argent rangées en chef et de trois triangles du même rangés en pointe, au 2e parti au I de sinople au château d'argent, maçonné, ouvert et ajouré de sable, au II d'or à l'aigle de sable. Devise/Cri)Semper spes (toujours l'espoir). |
| Blason de Castillon-Massas | Détails | Le statut officiel du blason reste à déterminer. |

| Blason de Castillon-Savès | Blason  | Écartelé : au 1er d'argent au lion de sable armé, lampassé et couronné de gueules, au 2d d'azur à quatre fasces d'argent, au 3e d'azur à un pal d'or, au 4e d'or à un lion de gueules, armé et lampassé d'azur tenant en pal une épée du même et une bordure d'azur également ; sur le tout de gueules, à une croix cléchée, vidée et pommetée de douze pièces d'or. |
| Blason de Castillon-Savès | Détails | Le statut officiel du blason reste à déterminer. |

| Blason de Castin | Blason  | Coupé de sinople à un aqueduc de cinq arches et deux demies d'argent, maçonné de sable ; et d'un parti d'argent au lion de gueules et de gueules à une gerbe de blé d'or liée de sinople. |
| Blason de Castin | Détails | Le statut officiel du blason reste à déterminer. |

| Blason de Caupenne-d'Armagnac | Blason  | Écartelé: au 1er parti au I mi-parti de gueules à la croix cléchée, vidée et pommetée de douze pièces d'or, au II de gueules à quatre pals d'or et embrassé à senestre de gueules, au 2e d'azur au lion cousu de gueules, au 3e d'azur au rameau de chêne cousu de sinople, au 4e de gueules à la grappe de raisin d'or feuillée de deux pièces du même. |
| Blason de Caupenne-d'Armagnac | Détails | * Il y a là non-respect de la règle de contrariété des couleurs : ces armes sont fautives (gueules et sinople sur azur). Le statut officiel du blason reste à déterminer. |

| Blason de Caussens | Blason  | Écartelé : au premier d'argent à la crosse soudée* d'or senestrée d'une clef contournée du même, au deuxième d'argent au lion d'or*, au troisième d'azur à la barre d'argent, au quatrième de gueules plain ; le tout sommé d'un chef tiercé en pal d'azur, d'argent et de gueules. |
| Blason de Caussens | Détails | * Ces armes emploient le terme « cousu » dans le seul but de contrevenir à la règle de contrariété des couleurs : elles sont fautives : or sur argent.. |

| Blason de Cazaubon | Blason  | D'or à trois chevrons de gueules.                |
| Blason de Cazaubon | Détails | Le statut officiel du blason reste à déterminer. |

| Blason de Cazaux-d'Anglès | Blason  | D'argent à la fasce de gueules chargée de deux tours d'or . |
| Blason de Cazaux-d'Anglès | Détails | Le statut officiel du blason reste à déterminer.            |

| Blason de Céran | Blason  | Parti : au 1er de gueules à un bâton de berger d'or, au 2d d'or à une clé de gueules. |
| Blason de Céran | Détails | Utilisé depuis 2010.                                                                  |

| Blason de Clermont-Savès | Blason  | Tiercé en pairle renversé : au premier d'or au lion de gueules armé et lampassé d'azur tenant une épée du même, au second de gueules à la croix cléchée, vidée, pommetée de douze pièces d'or, au troisième d'azur au mont de trois coupeaux d'argent. |
| Blason de Clermont-Savès | Détails | Le statut officiel du blason reste à déterminer. |

| Blason de Cologne | Blason  | Parti: au 1er de sinople grillagé en filet d'or, au 2e de gueules à onze besants d'or rangés en trois pals de 5, 4 et 2 pièces; au chef d'azur chargé de trois fleurs de lis d'or soutenues (d'une divise de gueules chargée) d'une épée d'argent, garnie d'or et posée en fasce. |
| Blason de Cologne | Détails | Le statut officiel du blason reste à déterminer. |

| Blason de Condom | Blason  | De gueules à un pont de cinq arches d'argent crénelé et maçonné de sable, sur une rivière aussi d'argent ondée d'azur de quatre pièces, le pont sommé de cinq tours d'argent crénelées et maçonnées de sable, celle du milieu plus haute que les deux dont elle est côtoyée et les deux dernières plus petites que celles-ci et surmontées de deux clefs affrontées aussi d’argent. |
| Blason de Condom | Détails | Le statut officiel du blason reste à déterminer. |

| Blason de Corneillan | Blason  | D’or à 3 corneilles de sable, becquées aussi d’or et membrées de gueules, celles du chef affrontées, accompagnées en abîme d'un château au trait ; au chef ondé de gueules chargé d’une croix cléchée, vidée et pommetée d'or et soutenu d'une divise ondée d'azur |
| Blason de Corneillan | Détails | Armes parlantes. (Corneillan) adoption septembre 2012 |

| Blason de Couloumé-Mondebat | Blason  | Tiercé en pairle renversé : au 1er de sinople à une grappe de raisin tigée et feuillée d'or, au 2e d'argent à un lion de gueules, au 3e d'or à trois fasces ondées d'azur. |
| Blason de Couloumé-Mondebat | Détails | Utilisé depuis 2018. |

| Blason de Crastes | Blason  | D'azur à deux clés d'or passées en sautoir, accompagnées de trois étoiles d'argent, et de deux épis de blé d'or en flancs ; à l'écusson d'argent à un lion de gueules. |
| Blason de Crastes | Détails | Adopté le 20 décembre 2021. |

Pas d'information pour les communes suivantes : Cabas-Loumassès, Cadeilhan, Cadeillan, Cahuzac-sur-Adour, Caillavet (Gers), Callian (Gers), Campagne-d'Armagnac, Cannet (Gers), Cassaigne, Castelnau-d'Anglès, Castelnau-sur-l'Auvignon, Castelnavet, Castéra-Lectourois, Castex (Gers), Castex-d'Armagnac, Castillon-Debats, Catonvielle, Caumont (Gers), Cazaux-Savès, Cazaux-Villecomtal, Cazeneuve (Gers), Cézan, Chélan, Clermont-Pouyguillès, Couloumé-Mondebat, Courrensan, Courties, Cravencères, Cuélas
- Haut – A
- B
- C
- D
- E
- F
- G
- H
- I
- J
- K
- L
- M
- N
- O
- P
- Q
- R
- S
- T
- U
- V
- W
- X
- Y
- Z

## D
| Blason de Dému | Blason  | Écartelé : au 1er d'argent au lion contourné de gueules, au 2d de gueules à la croix cléchée, vidée et pommetée de douze pièces d'or, au 3e de gueules au lion d'or, au 4e d'argent à une tour de gueules maçonnée de sable, ouverte et ajourée du champ. |
| Blason de Dému | Détails | Adopté par la commune en 2002 |

| Blason de Duran | Blason  | D'argent à deux lions affrontés de gueules supportant une tour de sable ouverte et ajourée du champ. |
| Blason de Duran | Détails | Le statut officiel du blason reste à déterminer.                                                     |

Pas d'information pour les communes suivantes : Duffort, Durban (Gers)
- Haut – A
- B
- C
- D
- E
- F
- G
- H
- I
- J
- K
- L
- M
- N
- O
- P
- Q
- R
- S
- T
- U
- V
- W
- X
- Y
- Z

## E
| Blason de Eauze | Blason  | Burelé de gueules et d'or de dix pièces.         |
| Blason de Eauze | Détails | Le statut officiel du blason reste à déterminer. |

| Blason de Encausse | Blason  | Taillé: au 1er de sinople à deux pals d'or, au château couvert et pavillonné d'argent, ouvert, ajouré et maçonné de sable, brochant et surmonté de la date 1300 du même, au 2e de gueules à la fleur de tournesol au naturel brochant en partie à senestre sur un épi de blé d'or feuillé de deux pièces et accompagnée en pointe d'une croix cléchée, vidée et pommetée de douze pièces d'or. |
| Blason de Encausse | Détails | Le statut officiel du blason reste à déterminer. |

| Blason de Endoufielle | Blason  | Tiercé en pairle renversé : au premier de gueules à la croix cléchée, vidée, pommetée de douze pièces d'or, au second d'argent au lion de gueules, au troisième d'azur à une gerbe de blé d'or liée de gueules. |
| Blason de Endoufielle | Détails | Le statut officiel du blason reste à déterminer. |

| Blason de Esclassan-Labastide | Blason  | De gueules au chevron haussé d'or chargés des inscriptions en capitales de sable ESCLASSAN à dextre et LABASTIDE à senestre, accompagné en chef d'une gerbe de blé à dextre, d'un arbre à senestre et en pointe de deux clés passées en sautoir, les anneaux liés par une chaîne, le tout d'or. |
| Blason de Esclassan-Labastide | Détails | Officiel : site Internet de la commune, 2023 |

| Blason de Estampes | Blason  | Écartelé d'argent plain et d'or à trois merlettes de sable. |
| Blason de Estampes | Détails | Le statut officiel du blason reste à déterminer.            |

| Blason de Estang | Blason  | D'or à la vache landaise et à l'écarteur au naturel; flanqué en pal de pourpre, chaque flanc chargé d'un pampre de vigne d'argent feuillé de deux pièces et fruité d'une, soutenu d'une larme du même; le tout sommé d'un chef de sable chargé de l'inscription « ESTANG » en lettres capitales d'or. |
| Blason de Estang | Détails | Le statut officiel du blason reste à déterminer. |

Pas d'information pour les communes suivantes : Escornebœuf, Espaon, Espas, Estipouy, Estramiac
- Haut – A
- B
- C
- D
- E
- F
- G
- H
- I
- J
- K
- L
- M
- N
- O
- P
- Q
- R
- S
- T
- U
- V
- W
- X
- Y
- Z

## F
| Blason de Faget-Abbatial | Blason  | D'azur au chevron d'or accompagné en pointe d'un mont à six coupeaux d'argent chargé d'une épée accostée de deux dagues versées, le tout de sable ; au chef d'or chargé d'un croissant accosté de deux étoiles, le tout de gueules. |
| Blason de Faget-Abbatial | Détails | Armes parlantes. Le statut officiel du blason reste à déterminer. |

| Blason de Fleurance | Blason  | D'argent à l'aigle bicéphale au vol abaissé de sable; au chef d'azur chargé de trois fleurs de lis d'or ordonnées 2 et 1 . |
| Blason de Fleurance | Détails | Armes parlantes. Le statut officiel du blason reste à déterminer.                                                          |

| Blason de Fourcès | Blason  | Écartelé d'or au lion de gueules et d'argent au corbeau de sable, becqué et membré de gueules. |
| Blason de Fourcès | Détails | Le statut officiel du blason reste à déterminer.                                               |

| Blason de Frégouville | Blason  | D’azur au mont de trois coupeaux d’argent, chargé à dextre d’une église de sable et senestre d’un castelet du même; au chef de gueules* à la croix cléchée, vidée et pommetée d’or mouvant du trait du chef. |
| Blason de Frégouville | Détails | Il évoque la motte de Frégouville, l’église et le château; l'appartenance au canton de l’Isle Jourdain est rappelée par la croix de l’Isle. (D'après le site de la commune) * Il y a là non-respect de la règle de contrariété des couleurs : ces armes sont fautives (gueules sur azur). Adopté le 20 mai 1999. |

Pas d'information pour les communes suivantes : Flamarens, Fustérouau
- Haut – A
- B
- C
- D
- E
- F
- G
- H
- I
- J
- K
- L
- M
- N
- O
- P
- Q
- R
- S
- T
- U
- V
- W
- X
- Y
- Z

## G
| Blason de Gaudonville | Blason  | Parti: mi-coupé à dextre au 1 d'azur à la balance d'or, le fléau posé en barre, au 2 de sinople à deux têtes d'ail, les tiges et feuilles tressées d'argent, au 3 d'argent au lion de gueules. |
| Blason de Gaudonville | Détails | Créé par JF Binon.Blason sur document Mairie,2025 |

| Blason de Gazaupouy | Blason  | Tiercé en pairle renversé: au 1 de gueules à une tour (du lieu : d'Estrepouy) d'argent, ouverte, ajourée et maçonnée de sable, au 2 d'azur à une grappe de raisin d'or, tigée et feuillée de sinople, au 3 d'or à un rencontre de vache landaise de sable, la têtière componée d'or et de gueules de quatre pièces, les cornes d'argent aux tampons de sable; à l'épée basse d'argent, garnie d'or brochant en chef sur la partition. |
| Blason de Gazaupouy | Détails | Créé par JF Binon. Blason officiel de la commune. |

| Blason de Gimont | Blason  | De gueules à la foi alésée d'or en chef ; à la champagne d'azur*, au rencontre de bœuf d'or brochant en pointe..                                               |
| Blason de Gimont | Détails | * Il y a là non-respect de la règle de contrariété des couleurs : ces armes sont fautives (azur sur gueules). Le statut officiel du blason reste à déterminer. |

| Blason de Giscaro | Blason  | De gueules à une prune d'or .                    |
| Blason de Giscaro | Détails | Le statut officiel du blason reste à déterminer. |

| Blason de Gondrin | Blason  | D'argent à trois fasces ondées d'azur.           |
| Blason de Gondrin | Détails | Le statut officiel du blason reste à déterminer. |

Pas d'information pour les communes suivantes : Galiax, Garravet, Gaudonville, Gaujac (Gers), Gaujan, Gavarret-sur-Aulouste,  Gazax-et-Baccarisse, Gée-Rivière, Gimbrède, Goutz, Goux (Gers)
- Haut – A
- B
- C
- D
- E
- F
- G
- H
- I
- J
- K
- L
- M
- N
- O
- P
- Q
- R
- S
- T
- U
- V
- W
- X
- Y
- Z

## H
| Blason de Haget | Blason  | D'azur au hêtre au naturel accompagné de quatre épées d'argent, deux de chaque côté rangées en pal. |
| Blason de Haget | Détails | Le statut officiel du blason reste à déterminer.                                                    |

| Blason de Homps | Blason  | D'or à trois fasces de sable.                    |
| Blason de Homps | Détails | Le statut officiel du blason reste à déterminer. |

| Blason de Houga (Le) | Blason  | D'azur à deux clefs renversées d'or posées en sautoir . |
| Blason de Houga (Le) | Détails | Le statut officiel du blason reste à déterminer.        |

Pas d'information pour la commune suivante : Haulies
- Haut – A
- B
- C
- D
- E
- F
- G
- H
- I
- J
- K
- L
- M
- N
- O
- P
- Q
- R
- S
- T
- U
- V
- W
- X
- Y
- Z

## I
| Blason de Isle-Arné (L') | Blason  | Coupé ondé : au 1er parti au I de sinople à un agneau pascal d'argent, la tête contournée, tenant une hampe croisetée au guidon d'argent chargé d'une croisette de gueules, au II d'argent à deux clés de gueules passées en sautoir, au 2d d'azur au plan de la commune d'argent chargé d'un lion de gueules et accompagné de trois étoiles d'or. |
| Blason de Isle-Arné (L') | Détails | Le statut officiel du blason reste à déterminer. |

| Blason de Isle-de-Noé (L') | Blason  | D'azur à une rivière d'argent posée en fasce, chargée d'une île de sinople. |
| Blason de Isle-de-Noé (L') | Détails | Armes parlantes. Le statut officiel du blason reste à déterminer.           |

| Blason de Isle-Jourdain (L') | Blason  | Écartelé d'un contre-écartelé d'argent au lion de gueules et de gueules au léopard lionné d'or, et de gueules à la croix cléchée, vidée et pommetée de douze pièces d'or. |
| Blason de Isle-Jourdain (L') | Détails | Le statut officiel du blason reste à déterminer. |

Pas d'information pour les communes suivantes : Idrac-Respaillès, L'Isle-Bouzon, Izotges
- Haut – A
- B
- C
- D
- E
- F
- G
- H
- I
- J
- K
- L
- M
- N
- O
- P
- Q
- R
- S
- T
- U
- V
- W
- X
- Y
- Z

## J
| Blason de Jegun | Blason  | D'or à un cep de vigne de sable fruité du même et feuillé de sinople . |
| Blason de Jegun | Détails | Le statut officiel du blason reste à déterminer.                       |
| Blason de Jegun | Alias   | De gueules à trois becs d'aigle d'or.                                  |

| Blason de Juillac | Blason  | De gueules à un lion d'argent armé, lampassé et couronné de sable ; au chef d'argent chargé de trois croissants de sable. |
| Blason de Juillac | Détails | Le statut officiel du blason reste à déterminer.                                                                          |

| Blason à dessiner | Blason  | D'or à la bande d'azur accompagnée en chef de la grange du lieu d'argent essorée de gueules et en pointe d'une vache contournée d'argent, accolée de gueules, clarinée, accornée et onglée de sable, la houppe de la queue du même, au soleil éteint d'or brochant sur la bande en chef dextre et à l'épi de blé tigé et feuillé d'or brochant sur la bande en pointe à senestre et à la fleur de tournesol du même boutonnée de tenné brochant en partie sur l'épi de blé à dextre. |
| Blason à dessiner | Détails | Le statut officiel du blason reste à déterminer. |

Pas d'information pour les communes suivantes : Jû-Belloc, Justian
- Haut – A
- B
- C
- D
- E
- F
- G
- H
- I
- J
- K
- L
- M
- N
- O
- P
- Q
- R
- S
- T
- U
- V
- W
- X
- Y
- Z

## L
| Blason de Labéjan | Blason  | Écartelé: au 1) d'or à une gerbe de blé de sinople liée de gueules, au 2) de gueules à unea vache «gasconne» paissante au naturel, au 3) de gueules à la croix cléchée, vidée et pommetée de douze pièces d'or, au 4) d’or à un chêne de sinople fûté de tenné. |
| Blason de Labéjan | Détails | Création J-F Binon. Adopté le 16 octobre 2024. |

| Blason de Labrihe | Blason  | Tiercé en pairle renversé : au 1er d'azur à une gerbe de blé d'or liée de gueules, au 2e d'argent à un lion de gueules armé, lampassé et couronné d'azur, au 3e de gueules à deux clés d'argent passées en sautoir et surmontées d'une couronne d'or. |
| Blason de Labrihe | Détails | Le statut officiel du blason reste à déterminer. |

| Blason de Ladevèze-Rivière | Blason  | De gueules à l'agneau pascal la tête contournée, le tout d'argent. |
| Blason de Ladevèze-Rivière | Détails | Le statut officiel du blason reste à déterminer.                   |

| Blason de Ladevèze-Ville | Blason  | De gueules à un agneau pascal d'argent, la tête contournée, tenant une hampe croisetée d'or au guidon d'azur chargé d'une croisette d'argent. |
| Blason de Ladevèze-Ville | Détails | Adopté. |
| Blason de Ladevèze-Ville | Alias   | De gueules à un agneau paissant d'argent. Blason attribué par Charles d'Hozier à la fin du XVIIe siècle.                                      |

| Blason de Lahas | Blason  | D'azur à deux saints d'or.                       |
| Blason de Lahas | Détails | Le statut officiel du blason reste à déterminer. |

| Blason de Lamothe-Goas | Blason  | De gueules à une motte en terrasse d'argent, sommée d'un lion du même. |
| Blason de Lamothe-Goas | Détails | Le statut officiel du blason reste à déterminer.                       |

| Blason de Larressingle | Blason  | De gueules au lion d'or.  |
| Blason de Larressingle | Détails | Adopté le 2 octobre 2015. |

| Blason de Larroque-Engalin | Blason  | D'azur au chevron d'argent accompagné en chef de deux quintefeuilles d'or et en pointe d'un roc d'échiquier du même. |
| Blason de Larroque-Engalin | Détails | Armes parlantes. Le statut officiel du blason reste à déterminer.                                                    |

| Blason de Lartigue | Blason  | D'argent à l'arbre arraché de sinople, à la bordure componée d'or et de gueules. |
| Blason de Lartigue | Détails | Le statut officiel du blason reste à déterminer.                                 |

| Blason de Lasseube-Propre | Blason  | Tiercé en pairle renversé : au 1er de gueules à la tête de loup d'or, au 2e d'or au chêne au naturel, au 3e d'argent aux trois fasces ondées d'azur. |
| Blason de Lasseube-Propre | Détails | La tête de loup est l'attribut de saint Blaise, saint-patron de l'église du centre de la commune, le chêne évoque le nom de la commune, en gascon Lasseuva Propra « forêt de noble » (seuva : « forêt » ; propra : « noble »), et les ondes correspondent aux trois rivières qui coulent sur la commune : le Gers, le Cédon et le Sousson. Le statut officiel du blason reste à déterminer. |

| Blason de Lauraët | Blason  | Écartelé: aux 1er et 4e d'argent au lion de gueules, celui du premier quartier contourné, aux 2e et 3e de gueules à la gerbe de blé d'or. |
| Blason de Lauraët | Détails | Le statut officiel du blason reste à déterminer.                                                                                          |

| Blason de Lavardens | Blason  | Écartelé, aux 1er et 4e d'argent au lion de gueules, au 2d de gueules à un château donjonné d'argent, ouvert de deux portes, ajouré et maçonné de sable, au 3e de gueules à Saint Michel terrassant le dragon, le tout d'argent. |
| Blason de Lavardens | Détails | Le statut officiel du blason reste à déterminer. |

| Blason de Leboulin | Blason  | De gueules à la muraille crénelée de trois pièces d'argent, maçonnée de sable, chargée d'un lion de gueules et accompagnée de trois besant d'argent rangés en chef. |
| Blason de Leboulin | Détails | Adopté le 11 avril 2023. |

| Blason de Lectoure | Blason  | De gueules à deux béliers d'argent passant l'un au-dessus de l'autre. |
| Blason de Lectoure | Détails | Le statut officiel du blason reste à déterminer.                      |

| Blason de Lias | Blason  | De gueules à une croix cléchée, vidée, pommetée de douze pièces d'or, à une bande d'argent chargée de trois fleurs de lin d'azur brochant sur le tout. |
| Blason de Lias | Détails | Le statut officiel du blason reste à déterminer. |

| Blason de Lombez | Blason  | De gueules à une lance d'argent posée en bande.  |
| Blason de Lombez | Détails | Le statut officiel du blason reste à déterminer. |

| Blason de Lussan | Blason  | D'argent à la fasce de gueules accompagnée de trois éperviers de sable.                    |
| Blason de Lussan | Détails | Armes de la famille d'Esparbès de Lussan. Le statut officiel du blason reste à déterminer. |

Pas d'information pour les communes suivantes : Laas (Gers), Labarthe (Gers), Labarthète, Labastide-Savès, Lagarde (Gers), Lagarde-Hachan, Lagardère (Gers), Lagraulet-du-Gers, Laguian-Mazous, Lahitte (Gers), Lalanne (Gers), Lalanne-Arqué, Lamaguère, Lamazère, Lannemaignan, Lannepax, Lanne-Soubiran, Lannux, Larée, Larroque-Saint-Sernin, Larroque-sur-l'Osse, Lasserrade, Lasséran, Laujuzan, Laveraët, Laymont, Lelin-Lapujolle, Lias-d'Armagnac, Ligardes, Loubédat, Loubersan, Lourties-Monbrun, Louslitges, Loussous-Débat, Lupiac, Luppé-Violles
- Haut – A
- B
- C
- D
- E
- F
- G
- H
- I
- J
- K
- L
- M
- N
- O
- P
- Q
- R
- S
- T
- U
- V
- W
- X
- Y
- Z

## M
| Blason de Manciet | Blason  | Parti d'or à deux vaches de gueules onglées, colletées et clarinées d'azur, au second d'argent à un lion de gueules. |
| Blason de Manciet | Détails | C'est un parti des armes de Béarn et d'Armagnac. Le statut officiel du blason reste à déterminer.                    |

| Blason de Mansempuy | Blason  | D'argent au pal d'azur.                          |
| Blason de Mansempuy | Détails | Le statut officiel du blason reste à déterminer. |

| Blason de Marambat | Blason  | Écartelé : aux 1er et 4e d'argent à la tierce ondée abaissée d'azur accompagnée de deux tourteaux de gueules rangés en chef, aux 2e et 3e d'argent au lion de gueules, armé et lampassé d'azur. |
| Blason de Marambat | Détails | Adopté par la municipalité. |

| Blason de Marciac | Blason  | Parti d'azur à cinq fleurs de lys d'or posées en sautoir et de gueules à deux clefs adossées d'argent. |
| Blason de Marciac | Détails | Le statut officiel du blason reste à déterminer.                                                       |

| Blason de Marestaing | Blason  | Parti d'or au lion de gueules, armé et lampassé d'azur tenant une épée du même, à la bordure du même ; et d'argent, semé de croisettes d'azur et fretté du même ; au chef de gueules chargé d'une croix ancrée d'argent. |
| Blason de Marestaing | Détails | Le statut officiel du blason reste à déterminer. |

| Blason de Marsan | Blason  | Parti : au 1er d'or à deux tourteaux de gueules rangés en pal, au 2d de gueules plain.                                  |
| Blason de Marsan | Détails | Armes de la famille de Montesquiou-Marsan, ancien seigneur du village. Le statut officiel du blason reste à déterminer. |

| Blason de Marsolan | Blason  | D'azur à un rocher d'argent mouvant de la pointe chargé d'un lion de gueules, surmonté d'une coquille d'or et accompagné en flancs de deux épis de blé tigés et feuillés du même. |
| Blason de Marsolan | Détails | Créé par JF Binon. Sur site Commune, 2024 |

| Blason de Masseube | Blason  | Écartelé : au 1er de sinople à une main senestre appaumée d'argent, au 2d de gueules à une crosse contournée d'argent, au 3e du même à deux vaches de gueules passant l'une sur l'autre, au 4e de sinople à une herse d'argent. |
| Blason de Masseube | Détails | Le statut officiel du blason reste à déterminer. |

| Blason de Maurens | Blason  | D'or à une grappe de raisin de pourpre .         |
| Blason de Maurens | Détails | Le statut officiel du blason reste à déterminer. |

| Blason de Mauroux | Blason  | Tiercé en pairle: au1er d'or à la tête de Maure de sable tortillée d'argent, au 2e d'azur au lion d'or, au 3e de gueules au faucon essorant au vol adossé d'argent. |
| Blason de Mauroux | Détails | Armes parlantes. (Maure) Le statut officiel du blason reste à déterminer.                                                                                           |

| Blason de Mauvezin | Blason  | D'argent à trois barres d'azur, à trois vaches d'or à la tête de face, rangées en bande et brochant sur le tout, celle en chef couchée. |
| Blason de Mauvezin | Détails | Le statut officiel du blason reste à déterminer.                                                                                        |

| Blason de Miélan | Blason  | D'azur à trois ruches d'or posées et rangées en bande.                             |
| Blason de Miélan | Détails | Armes parlantes. (ruches et miel) Le statut officiel du blason reste à déterminer. |

| Blason de Miradoux | Blason  | Écartelé de gueules à une croix de Toulouse d'or remplie de sable, et d'azur à une cloche d'or. |
| Blason de Miradoux | Détails | Le statut officiel du blason reste à déterminer.                                                |

| Blason de Mirande | Blason  | D'azur à trois miroirs d'argent cerclés d'or. |
| Blason de Mirande | Détails | Le statut officiel du blason reste à déterminer. |
| Blason de Mirande | Alias   | De gueules à trois miroirs ronds d'argent bordés d'or, au chef d'azur. * Il y a là non-respect de la règle de contrariété des couleurs : ces armes sont fautives. |

| Blason de Mirepoix | Blason  | De gueules au clocher-porche d'argent senestré d'un cep de vigne d'or tigé et feuillé sur son échalas, fruité de pourpre ; au chef bastillé d'or chargé d'une colline isolée de sinople. |
| Blason de Mirepoix | Détails | Adopté le 13 mars 2017. Création Jean-Paul Fernon, Denis Joulain. |

| Blason de Monbrun | Blason  | Écartelé : aux 1er et 4e de gueules à trois pommes de pin d'or, aux 2e et 3e de gueules à la croix cléchée, vidée et pommetée de douze pièces d'or. |
| Blason de Monbrun | Détails | Armes de la famille de Pins écartelées avec la croix occitane. Le statut officiel du blason reste à déterminer.                                     |

| Blason de Monclar | Blason  | D'azur à trois bandes d'or, à un lion de gueules brochant. |
| Blason de Monclar | Détails | Adopté en janvier 2024.                                    |

| Blason de Monferran-Savès | Blason  | Coupé de gueules à trois fers de lance d'or rangés en fasce mouvant du trait de la partition, et d'argent à trois chevrons de gueules, le premier rompu. |
| Blason de Monferran-Savès | Détails | Armes parlantes. (fers) Le statut officiel du blason reste à déterminer.                                                                                 |

| Blason de Monfort | Blason  | De gueules à une montagne d'or mouvant de la pointe, surmontée d'un créquier du même accompagné de deux besants d'argent chargés chacun d'une croix d'azur . |
| Blason de Monfort | Détails | Armes parlantes. Le statut officiel du blason reste à déterminer.                                                                                            |

| Blason de Mongausy | Blason  | Écartelé : aux 1er et 4e d'or à un lion de gueules et au chef d'azur chargé de trois étoiles d'or, aux 2e et 3e de gueules à un lion d'or. |
| Blason de Mongausy | Détails | Le statut officiel du blason reste à déterminer.                                                                                           |

| Blason de Monlaur-Bernet | Blason  | Coupé voûté : au 1er de gueules à deux vergnes [aulnes] arrachés d'or, au 2d d'argent à une couronne de laurier de sinople. |
| Blason de Monlaur-Bernet | Détails | Le statut officiel du blason reste à déterminer.                                                                            |

| Blason de Monlezun-d'Armagnac | Blason  | Tiercé en pairle renversé: au 1 de sinople à un chêne d'argent, au 2 d'argent au lion de gueules, au 3 d'azur à deux fasces ondées d'argent. |
| Blason de Monlezun-d'Armagnac | Détails | Créé par JF Binon. Sur site Internet de la commune, 2025.                                                                                    |

| Blason de Montadet | Blason  | Écartelé : au 1er d'azur à trois étoiles d'or, au 2e d'argent à un lion de gueules, au 3e de gueules à trois pommes de pin d'or, au 4e d'azur à un vase d'or ; au chef de sinople chargé du château du lieu girouetté d'argent, (maçonné de sable ?) ouvert et ajouré du champ. |
| Blason de Montadet | Détails | Le statut officiel du blason reste à déterminer. |

| Blason de Mont-d'Astarac | Blason  | Écartelé d'or et de gueules .                    |
| Blason de Mont-d'Astarac | Détails | Le statut officiel du blason reste à déterminer. |

| Blason de Montesquiou | Blason  | D'or à la montagne de sable ; au chef d'azur chargé d'une lune d'argent. |
| Blason de Montesquiou | Détails | Armes parlantes. Le statut officiel du blason reste à déterminer.        |

| Blason de Montestruc-sur-Gers | Blason  | D'azur à un mont de trois coupeaux mouvant de la pointe et surmonté d'un soleil, le tout d'or. |
| Blason de Montestruc-sur-Gers | Détails | Le statut officiel du blason reste à déterminer.                                               |

| Blason de Montiron | Blason  | D'or à un laurier de sinople .                   |
| Blason de Montiron | Détails | Le statut officiel du blason reste à déterminer. |

| Blason de Montpezat | Blason  | D'azur à un dauphin d'argent couronné d'or ; au chef cousu* de gueules chargé d'un croissant d'or accosté de deux étoiles du même.                                                                         |
| Blason de Montpezat | Détails | * Ces armes emploient le terme « cousu » dans le seul but de contrevenir à la règle de contrariété des couleurs : elles sont fautives : gueules sur azur. Le statut officiel du blason reste à déterminer. |

| Blason de Montréal | Blason  | D'azur à une montagne d'or mouvant de la pointe surmontée d'une couronne du même. |
| Blason de Montréal | Détails | Armes parlantes. Le statut officiel du blason reste à déterminer.                 |

| Blason de Mouchan | Blason  | Parti, au un de gueules à deux clés d'or passées en sautoir et surmontées d'une coquille du même, au deux d'argent au lion de gueules. |
| Blason de Mouchan | Détails | Devise: « Flector nec frangor » (Je plie mais ne romps pas). Adopté le 4 juillet 2019.                                                 |

Pas d'information pour les communes suivantes : Magnan (Gers), Magnas, Maignaut-Tauzia, Malabat, Manas-Bastanous, Manent-Montané, Mansencôme, Maravat, Margouët-Meymes, Marguestau, Marseillan (Gers), Mascaras (Gers), Mas-d'Auvignon, Mauléon-d'Armagnac, Maulichères, Maumusson-Laguian, Meilhan (Gers), Mérens (Gers), Miramont-d'Astarac, Miramont-Latour, Mirannes, Monbardon, Monblanc, Moncassin, Monclar-sur-Losse, Moncorneil-Grazan, Monferran-Plavès, Monguilhem, Monlezun, Monpardiac, Montamat, Montaut (Gers), Montaut-les-Créneaux, Mont-de-Marrast, Montégut (Gers), Montégut-Arros, Montégut-Savès, Monties, Mormès, Mouchès, Mourède
- Haut – A
- B
- C
- D
- E
- F
- G
- H
- I
- J
- K
- L
- M
- N
- O
- P
- Q
- R
- S
- T
- U
- V
- W
- X
- Y
- Z

## N
| Blason de Nogaro | Blason  | D'argent au noyer de sinople terrassé de sable.                                                                        |
| Blason de Nogaro | Détails | Armes parlantes (Nogaro vient de Nugarolium, lieu planté de noyers.). Le statut officiel du blason reste à déterminer. |
| Blason de Nogaro | Alias   | D'or à trois noyers de sinople.                                                                                        |

| Blason de Noulens | Blason  | Tiercé en pairle renversé: au 1er de gueules à la grappe de raisin d'or tigée et feuillée de deux pièces de même, au 2e de sinople à l'oie au naturel, au 3e d'argent à deux fasces ondées d'azur et au lion de gueules brochant. |
| Blason de Noulens | Détails | Création Jean-François Binon. Adopté en mai 2015. |

Pas d'information pour les communes suivantes : Nizas (Gers), Noilhan, Nougaroulet
- Haut – A
- B
- C
- D
- E
- F
- G
- H
- I
- J
- K
- L
- M
- N
- O
- P
- Q
- R
- S
- T
- U
- V
- W
- X
- Y
- Z

## O
| Blason de Orbessan | Blason  | D'or au lion de gueules tenant un écusson d'azur à une aiguière d'or, au chef d'azur chargé de la fontaine monumentale du lieu accostée de deux croissants, le tout d'argent. |
| Blason de Orbessan | Détails | Adopté en novembre 2017. Devise : Nunquam obliviscar. |

| Blason de Ordan-Larroque | Blason  | Écartelé en sautoir: au 1er de gueules au lion couronné d'argent, au 2d d'or à la corneille de sable becquée de gueules, au 3e d'or à l'arbre au naturel, au 4e de gueules à la borne d'argent maçonnée de sable ; au sautoir en filet d'azur brochant sur la partition. |
| Blason de Ordan-Larroque | Détails | Adopté le 20 décembre 2017. |

Pas d'information pour les communes suivantes : Ornézan
- Haut – A
- B
- C
- D
- E
- F
- G
- H
- I
- J
- K
- L
- M
- N
- O
- P
- Q
- R
- S
- T
- U
- V
- W
- X
- Y
- Z

## P
| Blason de Panjas | Blason  | Parti : au 1er de gueules à une croix cléchée, vidée et pommetée de douze pièces d'or, au 2d d'argent à un lion de gueules ; à l'écusson en bannière mouvant de la pointe parti de l'un en l'autre sur lequel broche une grappe de raisin de sable, tigée et feuillée au naturel, et au comble aussi parti de l'un en l'autre, sur lequel broche l'inscription «PANJAS» en lettres capitales de sable. |
| Blason de Panjas | Détails | Le statut officiel du blason reste à déterminer. |

| Blason de Pavie | Blason  | Ecartelé d'or à trois pals de gueules fichés en pointe et réunis en chef par une traverse du même, et d'or aux deux vaches de gueule accornées et clarinées d'azur, passant l'une au-dessus de l'autre. |
| Blason de Pavie | Détails | Le statut officiel du blason reste à déterminer. |
| Blason de Pavie | Alias   | D'azur à trois pêches d'or, tigées et feuillées du même. |

| Blason de Pergain-Taillac | Blason  | Parti : au 1er coupé au I d'or à trois fasces de gueules, au II de sinople à quatre épis de blés rangés en bande, tigés et feuillés d'or, les tiges courbées et empoignées à senestre, au 2d d'argent à la jumelle ondée d'azur et à un lion de gueules brochant. |
| Blason de Pergain-Taillac | Détails | Création Jean-François Binon. |

| Blason de Peyrusse-Massas | Blason  | Coupé-crénelé d'un parti d'or à la porte crénelée d'argent chargée de trois bandes d'azur et ouverte du champ, et de sinople à la croix fleurdelisée rayonnante d'argent ; et de gueules à la biche regardant couchée d'argent, senestrée d'une flèche en pal, pointe en haut, de sable brochant sur une main senestre d'argent. |
| Blason de Peyrusse-Massas | Détails | Adopté le 23 mars 2017. |

| Blason de Plaisance | Blason  | De gueules à deux agneaux paissant d'argent en chef et au chien arrêté du même en pointe. |
| Blason de Plaisance | Détails | Le statut officiel du blason reste à déterminer.                                          |
| Blason de Plaisance | Alias   | D'argent à deux lions affrontés de gueules.                                               |

| Blason de Pouy-Roquelaure | Blason  | D'or au chevron accompagné en chef de deux roses, et en pointe d'un mont de six coupeaux, le tout de gueules. |
| Blason de Pouy-Roquelaure | Détails | Le statut officiel du blason reste à déterminer.                                                              |

| Blason de Pouy-Loubrin | Blason  | Tiercé en pairle renversé: au 1 de gueules à un crosseron d'or, au 2 de sinople à une gerbe de blé d'or, au 3 d'argent à deux rencontres de loup de sable, allumés du champ, accompagnés en chef d'une croisette cléchée, vidée et pommetée de douze pièces de gueules . |
| Blason de Pouy-Loubrin | Détails | Créé par JF Binon. Adopté le 4 mars 2021. |

| Blason de Preignan | Blason  | De gueules à la croix d'argent chargée en cœur d'un lion de gueules et cantonnée de quatre colonnes brisées d'or. |
| Blason de Preignan | Détails | Adopté le 5 février 2020.                                                                                         |

| Blason de Projan | Blason  | D'azur à une porte d'or, maçonnée de sable, ouverte du champ ; au chef de gueules* à trois épées d'argent posées en sautoir et en pal, accostées de 2 feuilles de chêne d'or, celle de dextre posée en bande et celle de senestre en barre |
| Blason de Projan | Détails | * Il y a là non-respect de la règle de contrariété des couleurs : ces armes sont fautives (gueules sur azur). Adopté par la commune en octobre 2012.                                                                                       |

| Blason de Pujaudran | Blason  | Écartelé : au 1er de gueules à la croix cléchée, vidée et pommetée d'or de douze pièces, au 2d d'argent à l'arbre arraché de sinople, au 3e d'azur à la coquille d'or, au 4e d'or au lion de gueules ; au bourdon de pèlerin avec sa gourde de sable posé en pal, brochant sur le trait du parti. |
| Blason de Pujaudran | Détails | Le statut officiel du blason reste à déterminer. |

Pas d'information pour les communes suivantes : Pallanne, Panassac, Pauilhac, Pébées, Pellefigue, Perchède, Pessoulens, Peyrecave, Peyrusse-Grande, Peyrusse-Vieille, Pis (Gers), Plieux, Polastron (Gers), Pompiac, Ponsampère, Ponsan-Soubiran, Pouydraguin, Pouylebon, Préchac (Gers), Préchac-sur-Adour, Préneron, Puycasquier, Puylausic, Puységur
- Haut – A
- B
- C
- D
- E
- F
- G
- H
- I
- J
- K
- L
- M
- N
- O
- P
- Q
- R
- S
- T
- U
- V
- W
- X
- Y
- Z

## R
| Blason de Razengues | Blason  | D'azur à une rose d'argent boutonnée d'or et pointée de sinople, au chef de gueules* à la croix cléchée, vidée et pommetée de douze pièces d'or, mouvant de la partition. * Il y a là non-respect de la règle de contrariété des couleurs : ces armes sont fautives (gueules sur azur). |
| Blason de Razengues | Détails | Le statut officiel du blason reste à déterminer. |

| Blason de Riscle | Blason  | D'or à trois fleurs de lys d'azur .              |
| Blason de Riscle | Détails | Le statut officiel du blason reste à déterminer. |

| Blason de Romieu (La) | Blason  | De gueules à deux tours d'argent, maçonnées de sable, ouvertes et ajourées du champ, accompagnées de trois étoiles d'or posées deux en chef et une en abîme, d'une étoile de six rais du même en chef et de la lettre A capitale d'argent en pointe. |
| Blason de Romieu (La) | Détails | Le statut officiel du blason reste à déterminer. |

| Blason de Roquelaure-Saint-Aubin | Blason  | D'azur à trois rocs d'échiquier d'or.                             |
| Blason de Roquelaure-Saint-Aubin | Détails | Armes parlantes. Le statut officiel du blason reste à déterminer. |

Pas d'information pour les communes suivantes : Ramouzens, Réans, Réjaumont (Gers), Ricourt, Riguepeu, Roquebrune (Gers), Roquefort (Gers), Roquelaure (Gers), Roquepine, Roques (Gers), Rozès
- Haut – A
- B
- C
- D
- E
- F
- G
- H
- I
- J
- K
- L
- M
- N
- O
- P
- Q
- R
- S
- T
- U
- V
- W
- X
- Y
- Z

## S
| Blason à dessiner | Blason  | Parti: au 1er de gueules au cerf saillant contourné de tenné et allumé d'argent, au 2e d'argent au lion d'or.                                               |
| Blason à dessiner | Détails | * Il y a là non-respect de la règle de contrariété des couleurs : ces armes sont fautives (or sur argent). Le statut officiel du blason reste à déterminer. |

| Blason de Saint-Antoine | Blason  | D'azur à un tau (ou béquille de saint-Antoine) d'or surmonté d'une croix pattée de gueules* accostée de deux coquilles versées d'argent.                       |
| Blason de Saint-Antoine | Détails | * Il y a là non-respect de la règle de contrariété des couleurs : ces armes sont fautives (gueules sur Azur). Le statut officiel du blason reste à déterminer. |

| Blason de Saint-Arroman | Blason  | D'or à la bande d'azur chargée d'une tête de licorne coupée d'argent entre deux étoiles du champ, le tout posé à plomb, ladite bande accompagnée de deux fleurs de lys de gueules à la barrette d'azur. |
| Blason de Saint-Arroman | Détails | Le statut officiel du blason reste à déterminer. |

| Blason de Saint-Clar | Blason  | De gueules à trois soleils d'or.                 |
| Blason de Saint-Clar | Détails | Le statut officiel du blason reste à déterminer. |

| Blason de Saint-Jean-le-Comtal | Blason  | D'or à deux lions affrontés d'azur tenant un monde du même, cintré et croiseté du champ. Devise/Cri)Virtus auro potior |
| Blason de Saint-Jean-le-Comtal | Détails | Adopté par la municipalité.                                                                                            |

| Blason de Saint-Jean-Poutge | Blason  | D'or à la bande ondée de sinople chargée en chef d'un navire habillé d'argent posé à plomb et en pointe d'une roue à aubes du même; à la bordure de gueules chargée de quatre tours d'or, 1, 2 et 1. |
| Blason de Saint-Jean-Poutge | Détails | Adopté le 3 novembre 2016. |

| Blason de Saint-Mont | Blason  | De gueules à un veau d'or léchant une pierre d'argent sur une montagne du même . |
| Blason de Saint-Mont | Détails | Armes parlantes. Le statut officiel du blason reste à déterminer.                |

| Blason de Saint-Puy | Blason  | Écartelé d'azur à la croix d'or et d'or au lion de sable. |
| Blason de Saint-Puy | Détails | Le statut officiel du blason reste à déterminer.          |

| Blason de Saint-Sauvy | Blason  | Parti d'argent au lion de gueules et d'azur à deux feuilles de micocouliers d'or posées en barre ; à une crosse d'évêque d'or brochant sur le parti. |
| Blason de Saint-Sauvy | Détails | Le statut officiel du blason reste à déterminer. |

| Blason de Sainte-Christie | Blason  | Parti: au 1er de sinople à la gerbe de blé d'or en chef et à la grappe de raisin de pourpre, tigée et feuillée d'or en pointe, au 2 coupé au I d'argent à l'arc de gueules, cordé de sable et encoché d'une flèche d'or, le fer à dextre, cantonné de quatre croix de saint Jacques de gueules, au II de gueules à la couronne murale de trois tours d'or, maçonnée de sable. |
| Blason de Sainte-Christie | Détails | Le statut officiel du blason reste à déterminer. |

| Blason de Sainte-Mère | Blason  | D'azur à la barre de gueules bordée d'or, chargée d'une crosse du même et accompagnée en chef d'une croix latine d'or et en pointe d'un château du même à deux tours carrées, celle de senestre plus haute, ouvert et ajouré du champ. |
| Blason de Sainte-Mère | Détails | Différences entre dessin et blasonnement : barre non bordée. Le statut officiel du blason reste à déterminer. |

| Blason de Samatan | Blason  | Écartelé de gueules à quatre otelles d'argent posées en sautoir, et du premier à trois sceptres fleurdelisés d'or posés en pal et rangés en fasce, au chef cousu de France. Devise/Cri)Pietas et justicia                                                         |
| Blason de Samatan | Détails | Le statut officiel du blason reste à déterminer. |
| Blason de Samatan | Alias   | Écartelé d'or à trois pals de gueules et de gueules à quatre otelles d'argent posées en sautoir ; à l'écusson de France brochant sur le tout . |
| Blason de Samatan | Alias   | Écartelé: aux 1er et 4e d'argent à quatre otelles de sinople appointées et posées en sautoir, aux 2e et 3e de gueules à trois sceptres fleurdelisés d'or, posés en pal et rangés en fasce; le tout sommé d'un chef d'azur chargé de trois fleurs de lis d'argent. |

| Blason de Saramon | Blason  | D'azur à une crosse d'or accostée de deux croisettes pattées du même, au chef écartelé d'or et de gueules. |
| Blason de Saramon | Détails | Le statut officiel du blason reste à déterminer.                                                           |

| Blason de Sarcos | Blason  | De gueules à une tour d'argent, ouverte et maçonnée de sable, crénelée d'or, chargée d'une croisette patriarcale tréflée d'or et accompagnée de trois molettes du même. |
| Blason de Sarcos | Détails | Le statut officiel du blason reste à déterminer. |

| Blason de Sarrant | Blason  | D'argent à une pomme de pin de sinople .         |
| Blason de Sarrant | Détails | Le statut officiel du blason reste à déterminer. |

| Blason de Sauvetat (La) | Blason  | Parti : au 1er d'azur à la croix (haussée) d'or, au 2d d'argent à un lion de gueules.                               |
| Blason de Sauvetat (La) | Détails | Parti des armes de la famille de Faudoas et de celles de Sérillac. Le statut officiel du blason reste à déterminer. |

| Blason de Savignac-Mona | Blason  | D'azur à la main dextre appaumée d'or.           |
| Blason de Savignac-Mona | Détails | Le statut officiel du blason reste à déterminer. |

| Blason de Ségos | Blason  | Écartelé en sautoir: au 1 de gueules à une croix cléchée, vidée et pommetée de douze pièces d'or, au 2 de sinople à un épi de maïs d'or, au 3 de sinople à une canette d'or, au 4 d'argent à un cèdre de sinople fûté de tenné. |
| Blason de Ségos | Détails | Créé par JF Binon. Site de l'Annuaire des Collectivités, 2025. |

| Blason de Ségoufielle | Blason  | Écartelé : au 1er d'azur à deux poissons d'argent, au 2d de gueules à trois pommes de pin d'or, au chef de gueules à une croix d'argent ; au 3e de sable à une montagne d'argent, au 4e d'or à une fasce de gueules accompagnée de trois trèfles de sinople ; sur le tout, d'azur semé de feux follets d'argent au dextrochère du même. |
| Blason de Ségoufielle | Détails | Le statut officiel du blason reste à déterminer. |

| Blason de Seissan | Blason  | De sable à six quintefeuilles d'argent ordonnées 3, 2 et 1. |
| Blason de Seissan | Détails | Le statut officiel du blason reste à déterminer.            |

| Blason de Sempesserre | Blason  | Parti d'azur et de gueules; à deux clés d'or passées en sautoir et brochant sur le tout. |
| Blason de Sempesserre | Détails | Le statut officiel du blason reste à déterminer.                                         |

| Blason de Simorre | Blason  | Parti: au 1er d'azur à deux fleurs de lis d'or rangées en pal, au 2e de gueules à la crosse d'argent accompagnées de trois étoiles du même rangées en chef. |
| Blason de Simorre | Détails | Le statut officiel du blason reste à déterminer. |

| Blason de Sirac | Blason  | D'argent à trois pins de sinople futés de gueules sur une terrasse du second, au chef d'azur chargé de trois étoiles d'or. |
| Blason de Sirac | Détails | Le statut officiel du blason reste à déterminer.                                                                           |

| Blason à dessiner | Blason  | Tiercé en pairle renversé: au 1er d'azur à trois épis de blé, tigés, feuillés et empoignés d'or, au 2e de sinople à la tête et col de vache d'or mouvant du flanc senestre, le museau brochant en partie sur un veau naissant de face du même, au 3e d'argent à la halle du lieu au naturel. |
| Blason à dessiner | Détails | Adopté le 4 juin 2021. |

Pas d'information pour les communes suivantes : Sabazan, Sadeillan, Saint-André (Gers), Saint-Antonin (Gers), Saint-Arailles, Saint-Aunix-Lengros, Saint-Avit-Frandat, Saint-Blancard, Saint-Brès (Gers), Saint-Caprais (Gers), Saint-Christaud (Gers), Saint-Créac (Gers), Saint-Cricq (Gers), Sainte-Anne (Gers), Sainte-Aurence-Cazaux, Sainte-Christie-d'Armagnac, Sainte-Dode, Sainte-Gemme (Gers), Saint-Élix-d'Astarac, Saint-Élix-Theux, Sainte-Marie (Gers), Sainte-Radegonde (Gers), Saint-Georges (Gers), Saint-Germé, Saint-Germier (Gers), Saint-Griède, Saint-Justin (Gers), Saint-Lary (Gers), Saint-Léonard (Gers), Saint-Lizier-du-Planté, Saint-Loube, Saint-Martin (Gers), Saint-Martin-d'Armagnac, Saint-Martin-de-Goyne, Saint-Martin-Gimois, Saint-Maur (Gers), Saint-Médard (Gers), Saint-Mézard, Saint-Michel (Gers), Saint-Orens (Gers), Saint-Orens-Pouy-Petit, Saint-Ost, Saint-Paul-de-Baïse, Saint-Pierre-d'Aubézies, Saint-Soulan, Salles-d'Armagnac, Samaran (Gers), Sansan, Sarcos, Sarragachies, Sarraguzan, Sauveterre (Gers), Sauviac (Gers), Sauvimont, Scieurac-et-Flourès, Séailles,Sembouès, Sémézies-Cachan, Sère (Gers), Sérempuy, Seysses-Savès, Sion (Gers), Sorbets (Gers)
- Haut – A
- B
- C
- D
- E
- F
- G
- H
- I
- J
- K
- L
- M
- N
- O
- P
- Q
- R
- S
- T
- U
- V
- W
- X
- Y
- Z

## T
| Blason de Tasque | Blason  | De gueules au chef d'argent, à la croix ancrée de sable brochant sur le tout. |
| Blason de Tasque | Détails | Le statut officiel du blason reste à déterminer.                              |

| Blason de Taybosc | Blason  | D'azur à trois bandes d'or.                      |
| Blason de Taybosc | Détails | Le statut officiel du blason reste à déterminer. |

| Blason de Termes-d'Armagnac | Blason  | Parti d'argent au lion contourné de gueules, et de gueules au léopard lionné d'or. |
| Blason de Termes-d'Armagnac | Détails | Le statut officiel du blason reste à déterminer.                                   |

| Blason de Terraube | Blason  | D'argent à une tarière de sable, emmanchée de gueules. |
| Blason de Terraube | Détails | Le statut officiel du blason reste à déterminer.       |

| Blason de Touget | Blason  | D'or à la foi d'azur.                            |
| Blason de Touget | Détails | Le statut officiel du blason reste à déterminer. |

| Blason de Tournecoupe | Blason  | De gueules à une montagne d'or posée sur une rivière d'argent mouvant de la pointe, chargée de trois corneilles de sable et surmontée d'un torque d'or. Devise/Cri)Turnae cupae. |
| Blason de Tournecoupe | Détails | L'or et le gueules sont les couleurs de l'Occitanie, la montagne et les corneilles ont été prises sur les armes des anciens seigneurs, la rivière évoque l'Arratz et le torque la présence celte. La devise évoque le nom de la commune et les légions romaines. Création de Jacqueline Barthuet adoptée le 7 août 2009. |

Pas d'information pour les communes suivantes : Tachoires, Tarsac, Thoux, Tieste-Uragnoux, Tillac (Gers), Tirent-Pontéjac, Toujouse, Tourdun, Tournan (Gers), Tourrenquets, Traversères, Troncens, Tudelle
- Haut – A
- B
- C
- D
- E
- F
- G
- H
- I
- J
- K
- L
- M
- N
- O
- P
- Q
- R
- S
- T
- U
- V
- W
- X
- Y
- Z

## U
Pas d'information pour les communes suivantes : Urdens, Urgosse

## V
| Blason de Valence-sur-Baïse | Blason  | D'or à trois têtes d'homme de carnation, chevelées de sable et mises de profil . |
| Blason de Valence-sur-Baïse | Détails | Le statut officiel du blason reste à déterminer.                                 |

| Blason de Vergoignan | Blason  | D'argent au lion de gueules.                     |
| Blason de Vergoignan | Détails | Le statut officiel du blason reste à déterminer. |

| Blason de Vic-Fezensac | Blason  | De gueules au pal d'azur* chargé d'une fleur de lys d'or en chef.                                         |
| Blason de Vic-Fezensac | Détails | * Il y a là non-respect de la règle de contrariété des couleurs : ces armes sont fautives (azur sur pal). |

| Blason de Viella | Blason  | Écartelé : au 1er d'or à deux vaches de gueules onglées, colletées et clarinées d'azur, au 2d d'or à un lion de gueules, au 3e d'azur à deux balances d'argent rangées en pal, au 4e de gueules à une tour d'or ouverte, ajourée et maçonnée de sable ; sur le tout, de sinople à deux sangliers de gueules* passant l'un au-dessus de l'autre. |
| Blason de Viella | Détails | * Il y a là non-respect de la règle de contrariété des couleurs : ces armes sont fautives (gueules sur sinople). |

| Blason de Villefranche | Blason  | Écartelé de gueules et d'azur.                   |
| Blason de Villefranche | Détails | Le statut officiel du blason reste à déterminer. |

Pas d'information pour les communes suivantes : Verlus, Villecomtal-sur-Arros, Viozan
- Haut – A
- B
- C
- D
- E
- F
- G
- H
- I
- J
- K
- L
- M
- N
- O
- P
- Q
- R
- S
- T
- U
- V
- W
- X
- Y
- Z